# To ty
To ty – singel polskiej grupy muzycznej Virgin, wydany w 2002 nakładem wydawnictwa muzycznego Universal Music Polska, promujący debiutancki album studyjny zespołu, Virgin.
Muzykę do utworu skomponował Tomasz Lubert, zaś tekst napisała Joanna Prykowska.
Do utworu został nakręcony teledysk w reżyserii Tomasza Luberta.

## Lista utworów
Opracowano na podstawie materiału źródłowego.
1. „To ty” – 3:41
2. „To ty” (Symphonic Version) – 4:02